# Velkopáteční dohoda

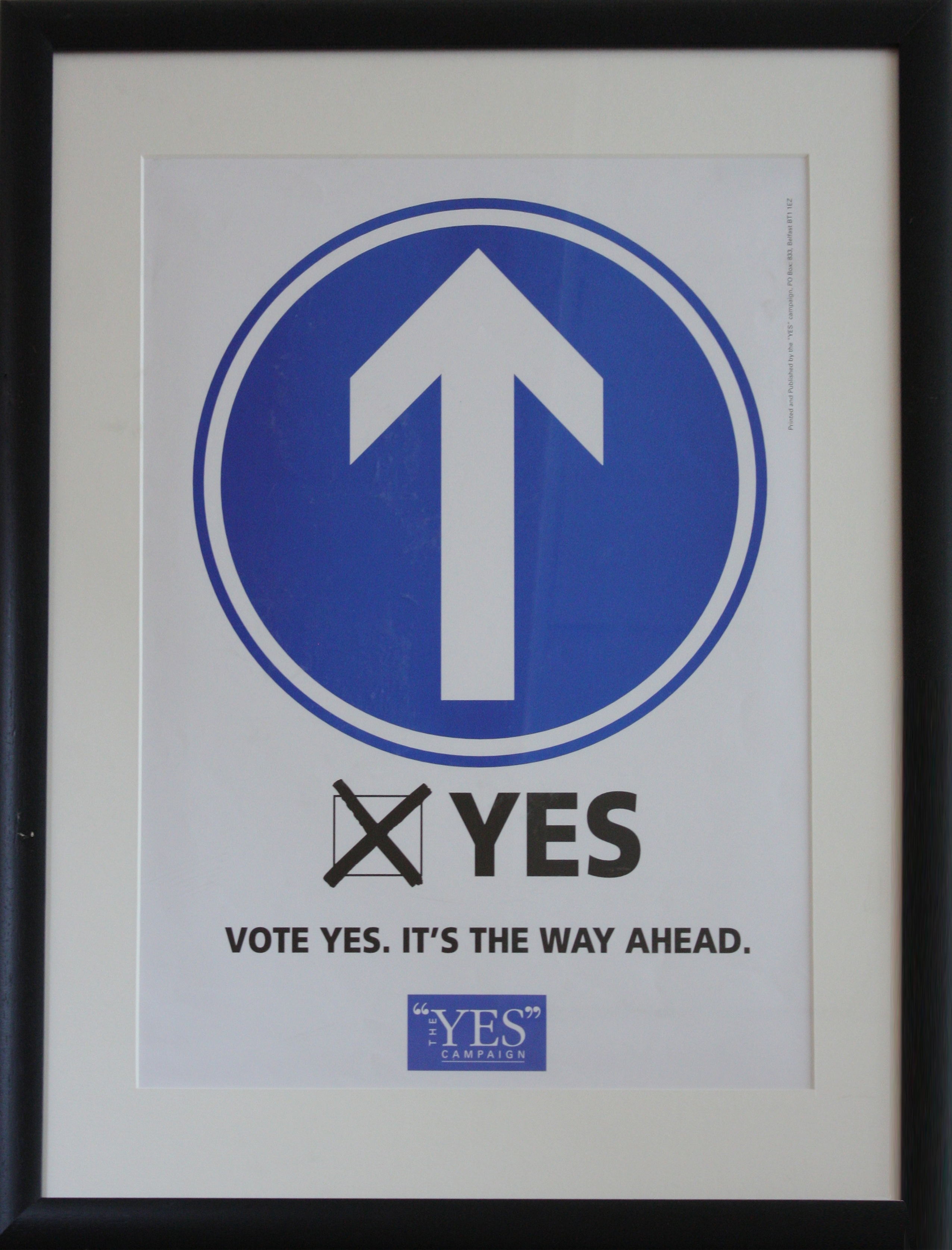
„Volte Ano, to je cesta dopředu“ – kampaň před referendy potvrzujícími Velkopáteční dohodu.

Velkopáteční dohoda či Belfastská dohoda je politická dohoda, kterou byl v roce 1998 v zásadě ukončen třicet let trvající konflikt v Severním Irsku. Současný severoirský devoluvaný systém vlády je založen právě na této dohodě. Dohoda vytvořila mnoho institucí[zdroj?] mezi Severním Irskem a Irskou republikou, a mezi Irskou republikou a Spojeným královstvím.
Dohoda je vytvořená ze dvou vzájemně propojených dokumentů, schválených v Belfastu na Velký pátek, 10. dubna 1998:
1. pluralitní dohoda většiny severoirských politických stran;
2. Mezinárodní dohoda mezi britskou a irskou vládou

Dohoda ustanovila sérii opatření vztahujících se k oblastem zahrnujícím:
1. Status a systém vládnutí Severního Irska v rámci Spojeného království
2. Vztahy mezi Severním Irskem a Irskou republikou
3. Vztahy mezi Irskou republikou a Spojeným královstvím (Britsko-irská dohoda)

Témata vztahující se k občanským právům, kulturním právům, odzbrojení, práva a jeho vynucování byla pro tuto dohodu klíčová.
Dohoda byla schválena voliči napříč Irskem ve dvou referendech, která proběhla 22. května 1998. V Severním Irsku byli voliči dotazováni také na podporu pluralitní dohody mezi severoirskými stranami. V Irské republice byli voliči dotazování na změny ústavy, které jejich státu umožní podílet se na dojednané dohodě.
Britsko-irská dohoda nabyla platnosti 2. prosince 1999. Demokratická unionistická strana byla jedinou hlavní politickou silou v Severním Irsku, která Velkopáteční dohodě odporovala.

## Strany a struktura
Dohoda byla uzavřena mezi vládami Irska a Spojeného království, a osmi politickými stranami nebo uskupeními v Severním Irsku: Ulsterskou unionistickou stranou, Sociálnědemokraticko a labouristickou stranou, Sinn Féin, Alianční stranou Severního Irska, Progresivní unionistickou stranou, Severoiskou ženskou koalicí, Ulsterskoou demokratickou stranou a Labouristickou koalicí.
Dohoda se skládala ze dvou částí:
- mezinárodněprávní dohoda dvou vlád, podepsaná jejími představiteli, a
- důležitější dohoda mezi osmi politickými stranami a těmito dvěma vládami.

Původní mezivládní dohoda obsahovala pouze čtyři články; je to právě tento text, která je právní dohodou, jenž byla později začleněna do podrobnější dohody. Tato rozšířená dohoda může být označována jako Mnohostranná dohoda, na rozdíl od původní mezivládní Belfastské dohody.
Nejasné vyznění některých částí dohody, popisované jako „konstruktivní dvojznačnost“, pomohlo zajistit přijetí dohody a sloužilo k odložení diskuze o těch nejvíce kontroverzních tématech, které zahrnovali například rozpuštění paravojenských organizací, reformu policie, normalizaci Severního Irska.

## Status Severního Irska
Dohoda připustila, že:
- většina obyvatel Severního Irska si přeje zůstat součástí Spojeného království
- podstatná část obyvatel Severního Irska, a většina obyvatel ostrova Irsko, si přeje jeho sjednocení.

Oba tyto pohledy byly uznány jako legitimní.
Dosažená dohoda spočívala v tom, že Severní Irsko zůstane součásti Spojeného království, dokud si většina obyvatel Severního Irska a Irské republiky nebude přát opak. Pokud k tomu dojde, mají Britská a Irská vláda „závaznou povinnost“ uskutečnit volbu lidu.
Nehledě na status Severního Irska v rámci Spojeného království, nebo sjednoceného Irska, bylo uznáno právo obyvatel Severního Irska „identifikovat se a být přijímáni jako Irové nebo Britové, nebo obojí“ (stejně jako jejich právo mít irské, britské nebo obojí občanství).
Jako součást dohody Britský parlament odvolal Government of Ireland Act 1920, který ustanovoval Severní Irsko a fakticky rozdělil Irsko a lid Irské republiky v rámci referenda změnil druhý a třetí článek Irské ústavy, které prosazovaly územní nárok na Severní Irsko.

## Referenda
Na základě dohody se britská a irská vláda zavázaly zorganizovat 22. května 1998 v Severním Irsku a Irské republice referenda. Severoirské referendum mělo schválit dohodu dosaženou na mnohostranných rozhovorech. Referendum v Irské republice, která mělo schválit Britsko-irskou dohodu a ulehčit přijetí devatenáctého dodatku irské ústavy požadované touto mezistátní dohodou.
Výsledky těchto referend byly takové, že většina obyvatel obou částí Irska vyslovila pro přijetí dohody. V Irské republice hlasovalo 56% oprávněných voličů a 94% z nich hlasovalo pro změnu ústavy. V Severním Irsku dosáhla volební účast 81% přičemž 71% hlasujících schválilo dohodu.
| Celkem voličů | Neplatných hlasů (%) | Platných hlasů (%) | Pro (%)        | Proti (%)      |
| ------------- | -------------------- | ------------------ | -------------- | -------------- |
| 953 683       | 1 738 (0,08)         | 951 945 (99,82)    | 676 966 (71,1) | 274 979 (28,9) |

| Celkem voličů | Neplatných hlasů (%) | Platných hlasů (%) | Pro (%)           | Proti (%)     |
| ------------- | -------------------- | ------------------ | ----------------- | ------------- |
| 1 545 395     | 17 064 (1,10)        | 1 528 331 (98,90)  | 1 442 583 (94,39) | 85 748 (5,61) |